# Initiative populaire « Monnaie pleine »
L'initiative populaire « Pour une monnaie à l’abri des crises : émission monétaire uniquement par la Banque nationale ! (Initiative Monnaie pleine) », et généralement connue sous le nom de Monnaie pleine (en allemand : Vollgeld), est une initiative populaire fédérale suisse visant à donner le monopole de la création monétaire à la Banque nationale suisse.

## Contenu
Le terme « monnaie pleine » s'inspire du 100 % monnaie de l'économiste Irving Fisher (1867-1947).
Hansruedi Weber a fondé l'association Modernisation monétaire en 2011 et cette dernière a lancé l'initiative « monnaie pleine » en 2014,.
Les banques commerciales peuvent créer de la monnaie scripturale en accordant des crédits (création de dette),,. L'initiative « monnaie pleine » vise à confier aussi la création de monnaie scripturale à Confédération (en incluant son émission au mandat légal de la Banque nationale suisse).

## Déroulement

### Contexte

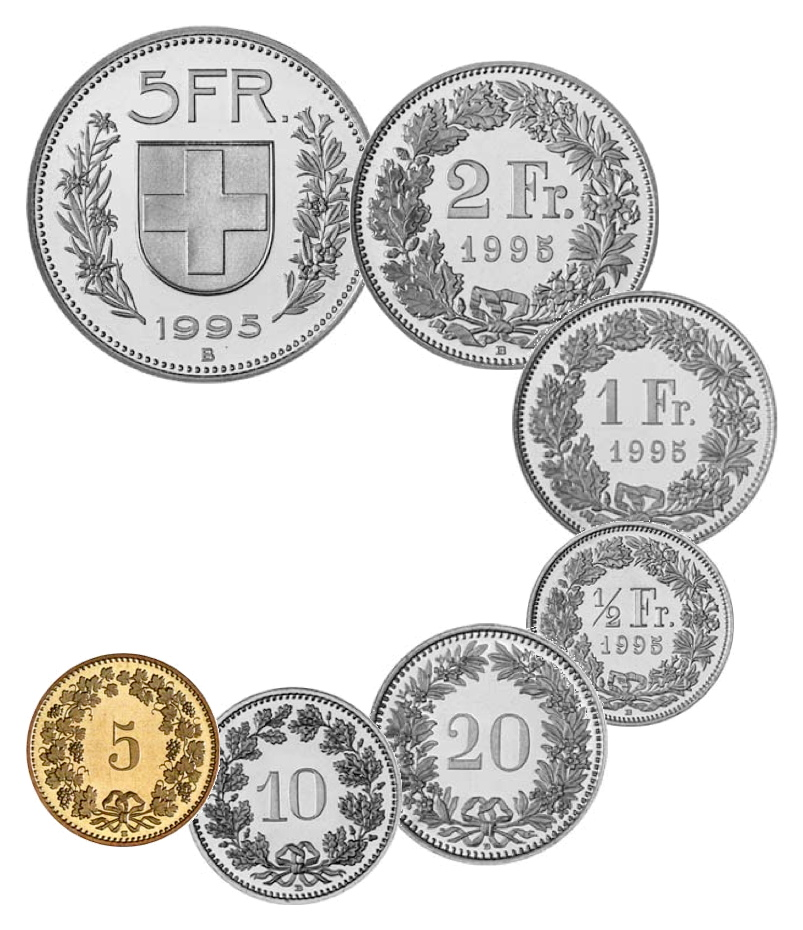
Des pièces de monnaie en francs suisses.

La Banque nationale suisse a le monopole de l'émission des pièces et billets de banque depuis 1891. La Constitution fédérale indique que « La monnaie relève de la compétence de la Confédération ; le droit de battre monnaie et celui d'émettre des billets de banque appartiennent exclusivement à la Confédération » (article 99).
Contrairement à l'ancienne théorie économique supposant que « les dépôts fonts les crédits » (défendue jusque dans les années 1970), il est aujourd'hui admis qu'en réalité « les crédits font les dépôts ». C'est-à-dire que les banques commerciales sont responsables de l'essentiel de la création monétaire,.
Selon les arguments des initiants, l'adoption de cette initiative serait un moyen de protéger l'épargne des citoyens en cas de nouvelle crise financière. L'initiative fait cependant polémique, la modification de l'article 99 alinéa 1 de la Constitution fédérale de la Confédération suisse octroierait au Conseil fédéral le droit de déroger au principe de liberté économique pour appliquer l'initiative en cas d'acceptation.

### Récolte des signatures et dépôt
La récolte de signatures commence le 3 juin 2014. L’initiative est déposée à la Chancellerie fédérale le 1er décembre 2015.
L'initiative a abouti avec plus de 110 000 signatures valables, malgré son sujet technique et sans le soutien de partis politiques ou d'autres organisations de la société civile.

### Débats
Le parlement et le Conseil fédéral recommandent le rejet de l’initiative.
Aucun parti politique gouvernemental ne soutient l'initiative.
À Genève, la section cantonale du Parti socialiste, le Mouvement citoyens genevois, les Verts, les Jeunes verts, le Parti communiste, le Parti du travail, le Parti radical de gauche, solidaritéS et Ensemble à gauche soutiennent l'initiative. Le Parti démocrate-chrétien, le Parti libéral-radical, l'Union démocratique du centre, le Parti bourgeois-démocratique, les Jeunes démocrates-chrétiens, les Jeunes libéraux-radicaux et L'Avenir engagé appellent à rejeter l'initiative.
Étant donné la complexité de l'objet soumis au vote, le contenu des débats rend difficile la compréhension de l'objectif de ce projet de loi.

## Votations
L’initiative est soumise au verdict populaire le 10 juin 2018.
L'initiative a finalement été refusée à 75,7 % avec une participation à la votation de 34 %. Tous les cantons romands rejettent l'initiative à plus de 70 % (jusqu'à 78,7 % pour Vaud), sauf Genève qui la rejette à 59,7 %.

## Soutiens
- Hans Christoph Binswanger[2] ;
- Peter Ulrich[2] ;
- Martin Wolf[14].